# Peziza helotioides
Peziza helotioides är en svampart som beskrevs av Fr. 1822. Peziza helotioides ingår i släktet Peziza och familjen Pezizaceae.   Inga underarter finns listade i Catalogue of Life.